# Полусмакова, Лукерья Ивановна
Лукерья (Гликерия, Ликера) Ивановна Полусмакова (Полусмак, Полосмак), в замужестве Яковлева (16 (28) мая 1842, Липовый Рог, Черниговская губерния — 4 (17) февраля 1917, Канев, Киевская губерния) — крепостная крестьянка, принадлежавшая Н. Я. Макарову, служанка в семье его сестры Варвары Яковлевны Карташевской (1832—1902), невеста поэта Тараса Шевченко.